# Lymfadenopathie
Lymfadenopathie of opgezette lymfeklieren is een aandoening van de lymfeklieren. Bij lymfadenopathie zijn de lymfeklieren voelbaar in de hals, oksels en/of liezen. Met echografie is lymfadenopathie zichtbaar te maken in het lichaam.
Lymfadenopathie mag niet verward worden met lymfeklierkanker.